# Vol TransAsia Airways 235
Le vol TransAsia Airways 235 était un vol intérieur régulier reliant Taipei à l'île de Kinmen, à Taïwan. Le 4 février 2015, l'appareil assurant ce vol, un ATR 72 de la compagnie aérienne taïwanaise TransAsia Airways, s'est écrasé dans la rivière Keelung à 10 h 55, quelques minutes seulement après son décollage de l'aéroport de Taipei Songshan. À bord se trouvaient 58 passagers et membres d'équipage, dont seulement 15 ont survécu au crash.
Deux minutes après le décollage, les pilotes ont signalé une panne moteur. Après avoir grimpé à une hauteur de 1 630 pieds (500 m), l'autre turbopropulseur, fonctionnant toujours normalement, a été arrêté par erreur. L'avion a alors rapidement perdu de l'altitude, s'est incliné brusquement sur la gauche et a heurté un taxi roulant vers l'ouest, sur le viaduc de Huandong (blessant deux autres personnes), avant de s'écraser dans la rivière en contrebas.
Le crash du vol 235 est alors le deuxième accident aérien mortel impliquant un appareil de TransAsia Airways en l'espace de sept mois ; le vol 222 s'était écrasé en juillet 2014, tuant 48 des 58 personnes à bord.

## Avion et équipage
L'appareil impliqué dans l'accident était un ATR 72-600, un bi-turbopropulseur âgé de 10 mois et immatriculé B-22816 (numéro de série 1141). Il avait effectué son premier vol le 28 mars 2014, a été livré neuf à TransAsia Airways le 15 avril 2014 et totalisait 1 627 heures de vol et 2 356 cycles (décollage/atterrissage). Le moteur gauche, de type Pratt & Whitney Canada PW127M, a été remplacé en août 2014.
L'équipage était composé de deux pilotes, tous deux ayant le grade de commandants de bord ; le commandant de bord, Liao Chien-tsung (42 ans), comptait 4 914 heures de vol à son actif (dont 3 401 heures sur ATR 72) et le copilote, Liu Tze-chung (45 ans), totalisait 6 922 heures de vol (dont 6 481 heures sur ATR 72). De plus, un pilote observateur, Hung Ping-chung (63 ans), était assis dans le strapontin du poste de pilotage, il cumulait 16 121 heures de vol, dont 5 314 heures sur ATR 72. 
Deux membres du personnel navigant commercial (PNC) travaillaient également en cabine. Tous les membres d'équipage étaient des citoyens taïwanais ; le copilote avait la double nationalité néo-zélandaise/taïwanaise.

## Déroulement des faits
Le vol 235 a quitté l'aéroport de Taipei Songshan à 10 h 52, heure locale (2 h 52 UTC), à destination de l'aérodrome de Kinmen, avec 53 passagers et cinq membres d'équipage à bord. Peu après le décollage, une panne de l'unité de mise en drapeau automatique (en) du moteur n°2 (moteur droit) a provoqué la mise en drapeau automatique de son hélice, via le système de contrôle automatique de la puissance au décollage. 
L'équipage a alors mal diagnostiqué le problème et a arrêté le moteur n°1 (moteur gauche), qui fonctionnait encore. L'avion a atteint une altitude de 1 630 pieds (500 m), puis a commencé à descendre rapidement jusqu'à ce qu'il s'écrase. Les pilotes ont ensuite envoyé un mayday au contrôle aérien, indiquant une extinction moteur. À 10 h 55, l'ATR 72 s'est écrasé dans la Keelung, située à environ 5 km de l'aéroport.
L'accident a été enregistré par des caméras embarquées dans plusieurs voitures roulant vers l'ouest, le long du viaduc de Huandong, à proximité de la rivière. L'appareil, volant avec les ailes à plat, a d'abord dépassé un immeuble d'appartements. Puis il a effectué un brusque roulis, à un angle d'inclinaison de près de 90°, avec l'aile gauche vers le bas. Alors que l'avion volait à basse altitude au-dessus du viaduc, l'extrémité de son aile gauche a heurté l'avant d'un taxi roulant vers l'ouest, et la partie extérieure de l'aile a été arrachée lorsqu'elle a heurté la glissière de sécurité en béton du viaduc. L'avion a continué son roulis vers la gauche et s'est écrasé dans l'eau renversé sur le dos, se disloquant en deux tronçons principaux. 
La collision avec le taxi et le viaduc a été filmée par une caméra embarquée dans une autre voiture, roulant alors à courte distance derrière le taxi, et des débris de l'aile de l'avion et des morceaux de la glissière de sécurité ont été projetés sur la chaussée. Deux personnes présentes dans le taxi ont été légèrement blessées.
Au moment de l'accident, aucune condition météorologique défavorable n'a été observé. À 11 h 0, la base nuageuse à l'aéroport de Songshan était à environ 1 500 pieds (460 m), la visibilité était parfaite et une légère brise, en provenance de l'est, soufflait à une vitesse de 10 nœuds (19 km/h). La température extérieure était de 16°C.

## Victimes
La liste des passagers comprenait 49 adultes et 4 enfants. Trente-et-un passagers étaient originaires de Chine continentale, et voyageaient en deux groupes touristiques au départ de Xiamen, ville portuaire de la province du Fujian, durant six jours à Taïwan. Les 22 passagers restants étaient des ressortissants taïwanais. Les trois membres d'équipage dans le cockpit ont tous péri dans l'accident,.
| Personnes à bord | Personnes à bord | Personnes à bord | Personnes à bord |
| Nationalité      | Passagers        | Équipage         | Total            |
| ---------------- | ---------------- | ---------------- | ---------------- |
| Chine            | 31               | –                | 31               |
| Taïwan           | 22               | 5                | 27               |
| Total à bord     | 53               | 5                | 58               |

## Opérations de secours

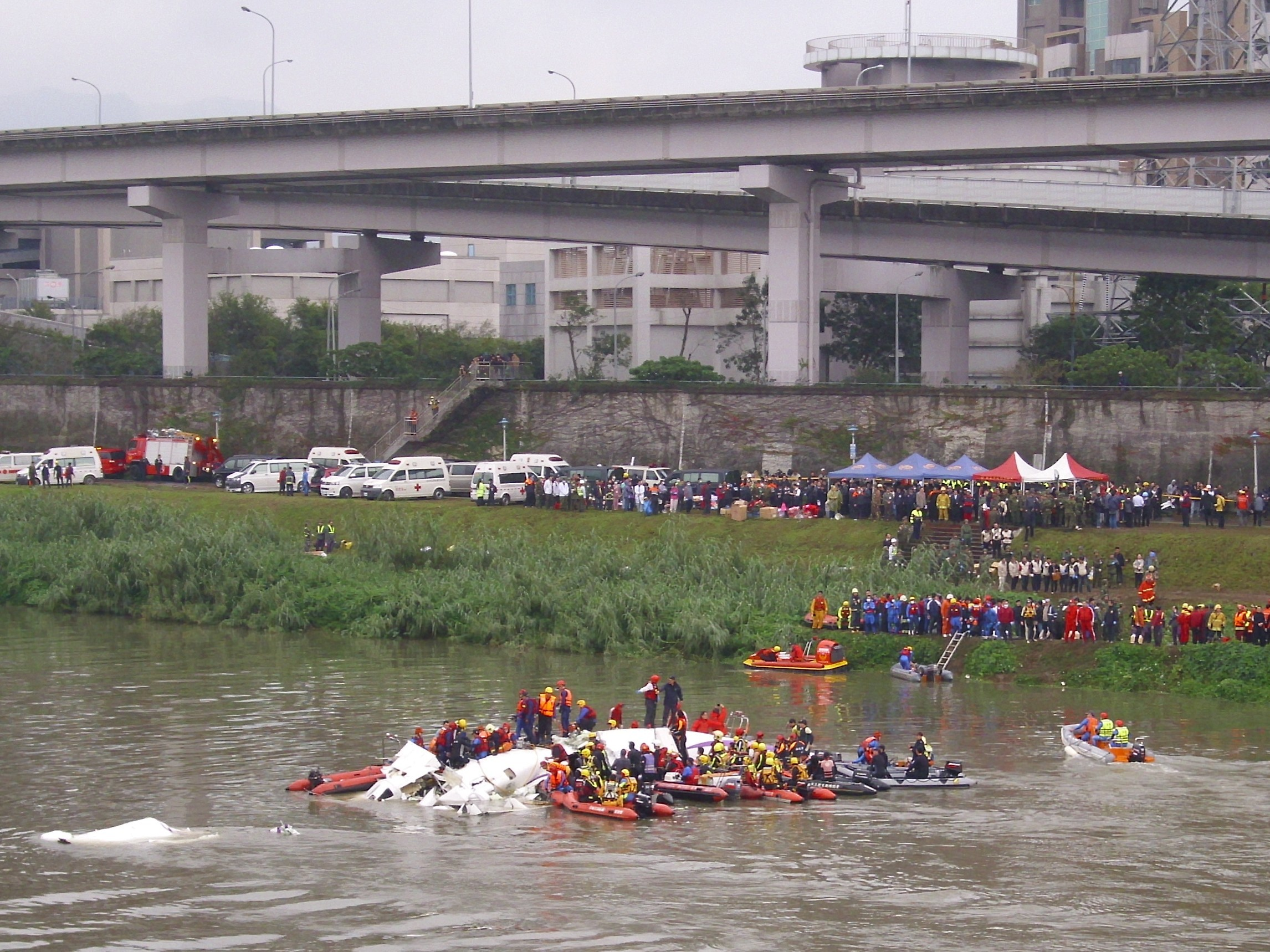
L'épave de l'ATR 72 accidenté, dans la rivière Keelung, durant l'opération de secours.

La police et les pompiers de Taipei ont reçu des dizaines d'appels de témoins oculaires presque immédiatement après l'accident. Les pompiers, l'armée taïwanaise et les secouristes bénévoles sont arrivés sur les lieux du crash en quelques minutes, et ont rejoint les survivants par bateau environ 35 minutes plus tard. 
Ils ont commencé à extraire les survivants de la partie arrière du fuselage semi-immergé et les ont transportés jusqu'au rivage dans des canots pneumatiques.. Des plongeurs ont été contraints de couper les ceintures de sécurité des passagers morts, situés principalement à l'avant, pour retirer leurs corps. Ce travail a été rendu difficile par la faible visibilité sous l'eau. 
L'enregistreur phonique et l'enregistreur de paramètres de l'avion ont été récupérés peu après 16 h 0 ce jour-là. Après 20 h 0, des grues ont été utilisées pour soulever de larges sections du fuselage et les transporter jusqu'à la rive.
Sur les 58 personnes à bord du vol, on ne compte 15 rescapés, parmi lesquels deux enfants. L'un des deux agents de bord, Huang Ching-ya (en), a également survécu.

## Enquête
Le Conseil de la sécurité des transports aériens de Taiwan (ASC) a mené l'enquête sur cet accident. Le Bureau d'enquêtes et d'analyses pour la sécurité de l'aviation civile français (BEA) représentait le pays de fabrication de l'avion, et le Bureau de la sécurité des transports du Canada représentait le pays de fabrication des moteurs. Les autres participant à l'enquête comprenaient l'Administration de l'aviation civile taïwanaise (en) (CAA), la compagnie aérienne (TransAsia Airways), les fabricants de l'avion (ATR) et des moteurs (Pratt & Whitney Canada) et Transports Canada. 
Le CVR et le FDR ont été récupérés dans la soirée du 4 février, et les données ont été analysées. Selon le directeur exécutif de l'ASC, Thomas Wang, le moteur n°2 de l'avion a déclenché une alarme dans le cockpit seulement 37 secondes après le décollage. Alors que l'équipage a signalé une extinction moteur, les données ont démontré que le moteur droit avait en fait été mis au ralenti. Rapidement, le moteur droit ne parvint plus à produire suffisamment de poussée avec son hélice en rotation, passant alors en mode de mise en drapeau automatique. Un redémarrage fut tenté, mais l'avion s'écrasa 72 secondes plus tard.
Le 6 février 2015, les enquêteurs ont révélé que le moteur gauche, qui ne semble pas avoir subi de dysfonctionnement, avait été coupé manuellement. Contrairement aux procédures habituelles, les enquêteurs ont publié l'ensemble des données des boîtes noires et synthétisé 12 paramètres des moteurs enregistrés durant le vol, permettant d'analyser « ce qu'il s'est passé, mais non pourquoi cela s'est passé ». 
Le site Flightglobal indique que ces données permettent de reconstituer le vol, qui a duré 2 minutes 40 secondes:
- Décollage normal durant les 45 premières secondes, jusqu'à 1 200 pieds ;
- l'alarme indiquant une extinction moteur retentit pour le moteur droit, suivi de la mise en drapeau automatique de l'hélice droite ;
- l'avion continue à monter avec la puissance de son second moteur, jusqu'à 1 650 pieds ;
- Manœuvre volontaire d'arrêt et de redémarrage du moteur gauche par le pilote :
  - réduction progressive de la puissance du moteur gauche ;
  - mise à la puissance maximale du moteur droit (sans effet) ;
  - mise au ralenti du moteur gauche ;
  - interruption de l'alimentation en carburant sur le moteur gauche ;
  - redémarrage du moteur gauche ;
- 42 secondes après son extinction volontaire, le moteur gauche a été correctement redémarré. À cet instant, l'avion a passé 1 minute 15 secondes en vol plané ;
- à peu près au même moment, l'avion est entré en décrochage à basse altitude, environ 16 secondes avant l'impact[12].

À peine trois jours après l'accident, la compagnie aérienne a tenté d'expliquer l'erreur de l'équipage, qui aurait effectué la manœuvre de redémarrage sur le mauvais moteur.
L'ASC a publié un rapport provisoire le 2 juillet 2015. Sans attribuer de responsabilité concernant l'accident, le rapport confirme que le moteur n°1 (moteur gauche), encore fonctionnel, a été arrêté par erreur par le commandant de bord, alors pilote en fonction (PF), suite à la panne du moteur n°2 (moteur droit). Le rapport indique également que le commandant a échoué en mai 2014 à un test d'aptitude sur simulateur de vol, en partie parce qu'il avait démontré une connaissance insuffisante de la procédure de gestion d'une panne moteur au décollage. Il a cependant repassé le test le mois suivant et l'a réussi. 
L'ASC a publié un second rapport en novembre 2015 et la version finale en juillet 2016, qui confirme les éléments ci-dessus. Le rapport final a révélé qu'à la suite de la mise en drapeau automatique intempestive de l'hélice du moteur n°2, le commandant de bord a réduit la puissance, puis arrêté le moteur gauche en fonctionnement. L'équipage n'a pas effectué la procédure d'identification de la panne et n'a pas respecté les procédures opérationnelles standards (SOP). De ce fait, le commandant s'est retrouvé confus quant à l'identification et à la nature du dysfonctionnement des moteurs. La mise en drapeau automatique intempestive de l'hélice droite a été causée par une défaillance au niveau de l'unité de mise en drapeau automatique (en), due à des joints de soudure endommagés sur un circuit imprimé. 
Au début de la course au décollage, l'équipage n'a pas interrompu le décollage lorsque le bouton ARM du système de contrôle automatique de la puissance au décollage ne s'est pas allumé, et TransAsia Airways n'avait pas reçu d'obligation claire d'effectuer cette procédure. La perte de puissance du moteur pendant la montée initiale et les actions inappropriées du commandant sur les commandes de vol ont généré plusieurs alarmes de décrochage et l'activation du vibreur de manche, auxquels l'équipage n'a pas réagi rapidement et efficacement. La perte de puissance des deux moteurs n'a pas été détectée, ni corrigée à temps par l'équipage, et l'avion a décroché brutalement lors de la tentative de redémarrage du moteur gauche, à une altitude rendant toute récupération impossible pour les pilotes. L'inefficacité de la coordination, de la communication et de la gestion des menaces et des erreurs au sein de l'équipage a compromis la sécurité du vol. Les pilotes n'ont pas réussi à obtenir mutuellement des données pertinentes concernant l'état de fonctionnement des deux moteurs, et le commandant de bord n'a pas réagi correctement aux sollicitations de son copilote.
Au cours de l'enquête, TransAsia Airways a divulgué des informations confidentielles provenant du second rapport à Next Magazine (en), qui a publié un article dans son numéro du 11 mai 2016. La compagnie aérienne a été condamnée à une amende de 3 000 000 NT$ (92 000 USD).

## Conséquences
La CAA a annoncé qu'elle soumettrait tous les pilotes d'ATR 72 de TransAsia Airways à des tests de compétence supplémentaires entre le 7 et le 10 février, entraînant l'annulation de plus de 100 vols. Dix pilotes ont échoué à l'épreuve orale concernant une panne moteur et dix-neuf autres qui ne s'y sont pas présentés ont été suspendus pour un mois, en attendant un nouveau test. La compagnie aérienne a ensuite rétrogradé un de ses pilote de commandant de bord à copilote. 
Par la suite, Reuters a rapporté que le gouvernement taïwanais a ordonné à toutes les compagnies aériennes nationales de « revoir leurs protocoles de sécurité ». La CAA a également annoncé qu'elle concentrait son attention sur la formation et les opérations de TransAsia Airways, et les autorités du pays a infligé une amende à la compagnie aérienne pour violation du code du travail concernant les temps de travail excessifs de ses pilotes.
Avant cet accident, le vol TransAsia Airways 222, qui impliquait un autre ATR 72, s'était écrasé lors de son approche finale, à la suite d'une erreur de pilotage. Ces deux catastrophes aériennes ont considérablement fragilisé l'image de la compagnie aérienne. Celle-ci a déposé le bilan et cessé toutes activités en novembre 2016.

## Médias
L'accident a fait l'objet d'un épisode dans la série télé Air Crash nommé « Désastre filmé » (saison 17 - épisode 7).